# Enicospilus nesius
Enicospilus nesius là một loài tò vò trong họ Ichneumonidae.